# 不文集
《不文集》，原為香港作家黃霑1973起於《明報周刊》發表的專欄，內容以色情笑話為主，1983年結集成書，收錄有二百多則短文，字數由數十至數百字不等，推出後風行一時，不斷再版。

## 釋題
黃霑曾解釋道：一是「別人『不』敢宣之於『文』的，我（黃霑）敢。」；二是「想寫些性知識，就截取『不文之物』首二字為欄名」。

## 歷史
黃霑憶述，一方面受母校喇沙書院的天主教保守氛圍影響，一方面能接觸的性知識來源都是不太可靠，如《紅綠日報》專欄《金巴里羅頓信箱》，青少年時代對性甚為無知，到婚後（1967年，時為廿五歲）才去找阿爾弗雷德·金賽、哈維洛克·艾利斯等性學家的經典來研習；及後因自覺受莫大裨益，有意將多年心得公諸同好，也為了撕破中國人對待性愛的虛偽面具，便在1973年向《明報周刊》的主編輯雷煒坡（雷坡）要求寫專欄，便為《不文集》，連載了約一年，最後自稱沒靈感而停載。另有一說指黃霑欠下明報老闆金庸六千元，因此寫《不文集》，以稿代債。內容包括黃色笑話、性謎語、髒話典故、打油詩、對古今中外傳說史事的不文解讀等。當中有自創自尋的，有讀者、朋友提供的，也有翻譯自外文著作的。黃霑說專欄最初也沒那麼「不文」，但因為讀者反應熱烈才逐漸加重其比例。
1983年，鄭君略於博益出版社創辦之初羅致作家，便向好友黃霑付版稅，推出袋裝書（64開本）形式的《不文集》（藝文圖書公司代理發行），1996年推出博益名家經典限量珍藏版，改為32開本。

1991年，《滄海一聲笑》一曲使黃霑在台灣走紅，躍升文化事業出版社便向台灣引進《不文集》，但為了使讀者適應，黃霑把當中的粵語詞匯和香港口語都改作白話文。

### 自主規制
黃霑曾表示為免觸及社會底線，文中的粵語髒話一律以英文單字代替。此外，黃霑研究者吳俊雄亦透露當年明報周刊須將《不文集》刪掉才能引入新加坡。

### 封面
由洪磊設計，是黃霑的漫畫形像，黑色粗框眼鏡的他，頸上帶著一雌雄符號的項鏈，只穿內褲，手捂下體，面露笑容，身旁亂放著胸圍內褲；
封底上的他裸身臥地支頤，背上坐著一裸女。之後每推出一版本就轉換一種背景顏色。

### 主要版本
| 年份 | 出版社       | 備注                   | ISBN                                       |
| ---- | ------------ | ---------------------- | ------------------------------------------ |
| 1983 | 博益         | 首版                   | 侍補                                       |
| 1996 | 博益         | 博益名家經典限量珍藏版 | ISBN 9621746183                            |
| 2000 | 博益         | 長青特別版             | ISBN 9621781477、ISBN 9621781485（上、下） |
| 2004 | 博益         | 典藏不文集（盒裝）     | ISBN 962178879X                            |
| 1991 | 躍升文化事業 | 台灣版                 | ISBN 9576301130                            |

## 反響與評價
《明報周刊》自創刊即定位「面向新興中產階級的新型文化產品」。專欄作家陶傑形容雷煒坡於1970年代初向明周引入《不文集》這種黃色笑話專欄屬「石破之驚」之舉。《黃霑呢條友》的作者李雪廬說《不文集》在當時引起頗大爭議：「市井之徒認為自己的用語登上了大雅之堂，衞道之士則大大不以為然」。
文化評論人梁文道指黃霑發表《不文集》，越受保守勢力反對越是起勁地寫，屬典型港式文化人的表現，即標榜七情六慾乃天性，寧為真小人莫作偽君子，有魏晉竹林七賢和晚明文人的遺風。
吳俊雄認為在初見開放的七十年代香港社會，《不文集》帶頭打開禁忌，把性當成平常輕鬆的事來寫，推廣自由主義的性觀念，「貢獻功不可沒」。
李雪廬又認為當時香港民間色情行業蓬勃（像私娼和色情舞廳），官方態度卻保守，如電影分級制度還沒訂立，《感官世界》一類情色電影依然禁映，性話題仍只能暗地裡談論；《不文集》這種踩鋼線的黃色文字就「填補了這段時期的空缺」，為市民大眾提供了「視覺上的性趣」，因而一時洛陽紙貴。雷煒坡替他改並大肆宣傳的綽號「不文霑」亦不脛而走。
博益表示至黃霑逝世前（2004年），《不文集》已印行逾六十版，總銷量超過十六萬本。歌手李克勤（1967年生）曾說此書是以前讀書時男同學間的「必讀課本」。
作家王貽興稱「我在寫文學小說的過程裏一直對廣東話與俚語俗語情有獨鍾……恐怕也是因為萌芽期間受到黃霑先生（《不文集》）啟蒙薰陶之故。」。陶傑則視之為黃霑最不重要的作品，是「順手拈來」的遊戲之作。專欄作家葉克飛：「性情的價值遠大於文字，要單說這文字的才情，高於黃霑者實在太多，可要如此毫無忌憚的『不文』，卻非常人可及。」

## 資料來源
1. 1 2 3 4 5 6 7 8  黃霑.  3. 勤+緣出版社. 1992: 182–186. ISBN 9624471053.
2. ↑  黃霑（嘉賓）、鄧靄霖（主持）.  (聲音媒體). HK: rthk. 1984-07-03. （原始内容存档于2021-07-28） （粵語）.
3. ↑  . Youtube. 楊瀾訪談錄官方頻道.   [2018-05-02]. （原始内容存档于2019-02-19）.
4. ↑  顧媚. . 三聯書店(香港)有限公司. 2006: 144. ISBN 9789620426148.
5. 1 2  陶傑、盧覓雪.  (TV). 鳳凰衛視. 2014-11-24 （粵語）.
6. ↑  沈本瑛、馬漢生. . 世界圖書出版公司. 1998: 16.
7. ↑  黃霑. 周淑屏 , 编. . 壹出版. 1994年9月: 200-202. ISBN 9789625770369.
8. 1 2  吳俊雄（嘉賓）、WASABI（主持）. . 香港商業電台. 2015-02-01  [2018-06-12]. （原始内容存档于2018-06-12）.
9. ↑  阿丁. . 搜狐娛樂 (2010-11-23).   [2018-05-02]. （原始内容存档于2018-05-03）.
10. ↑  吳俊雄. . hk: Hong Kong University Press. 2006: 126. ISBN 9622097863.
11. ↑  陶傑. . 明報周刊. 2018-02-24. （原始内容存档于2018-06-27）.
12. 1 2  李雪廬. . 香港: 大山文化出版社. 2014: 218-222. ISBN 9789881256164.
13. ↑  梁文道. . hk: 香港教育圖書公司. 2012-10-01: 289-291. ISBN 9888185624.
14. ↑  . 蘋果日報. 2004-11-25  [2016-03-17]. （原始内容存档于2016-03-24）.
15. ↑  . 蘋果日報. 2004-11-25. （原始内容存档于2019-08-28）.
16. ↑  王貽興. . HK: 日閱堂. 2015: 150. ISBN 978-988-8288-69-4.
17. ↑  葉克飛. . 風傳媒. 2014-11-24  [2023-02-04]. （原始内容存档于2023-02-04）.